# Phong trào chống đối Hitler

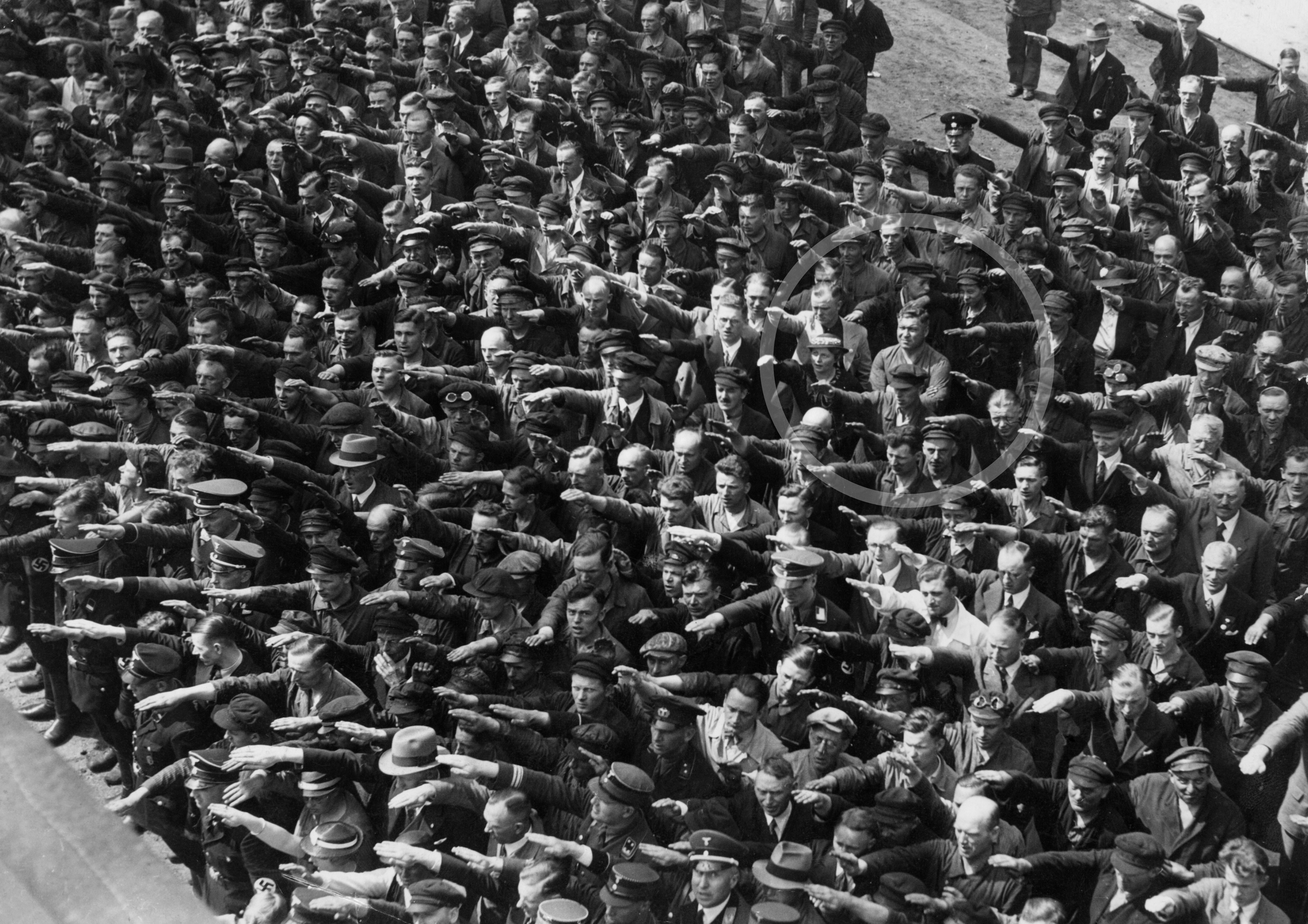
Hình ảnh những người đang chào theo kiểu Quốc xã, trong khi một người không xác định danh tính tên August Landmesser từ chối làm như vậy.

Phong trào chống đối Hitler gồm những hoạt động của một số người chống đối Adolf Hitler với mục đích chính ban đầu là lật đổ Hitler và đưa ông ra tòa để ngăn ông gây chiến tranh mà họ nghĩ là sẽ đem đến chiến bại cho nước Đức. Kế tiếp, khi Thế chiến II đã bùng phát, những người chống đối muốn ngăn chặn việc Đức bị thất trận nhục nhã, cần vớt vát ít nhiều bằng cách ám sát Hitler và đàm phán với Đồng Minh.

## Bước khởi đầu của Phong trào chống Hitler
Giữa năm 1938, sau 5 năm rưỡi dưới chế độ Quốc xã, số ít người chống lại Adolf Hitler thấy rõ rằng chỉ Quân đội mới có đủ sức mạnh vật chất để lật đổ ông. Công nhân và các giai cấp trung lưu và thượng lưu đều không có phương tiện trong tay. Họ không có tổ chức bên ngoài các nhóm của đảng Quốc xã, và dĩ nhiên không được vũ trang. Dù rằng về sau người ta viết nhiều về phong trào "kháng chiến" Đức, từ đầu đến cuối đấy chỉ là một nhóm yếu ớt của một dúm người can đảm và tề chỉnh, chỉ có tướng mà không có quân.
Lúc đầu, sự chống đối là từ dân thường. Các tướng lĩnh đã quá hài lòng với việc xóa bỏ những hạn chế của Hòa ước Versailles và với việc nhận nhiệm vụ tái vũ trang. Điều mỉa mai là những dân thường cầm đầu chống lại Hitler chính là những người đã từng phục vụ ông trong chức vụ quan trọng. Phần lớn số này đã từng hăng say với chủ nghĩa Quốc xã, và chỉ từ năm 1937 mới bắt đầu nhận ra rằng Hitler đang đẩy Đức vào cuộc chiến mà hầu như chắc chắn Đức sẽ thua.
Một trong những người đầu tiên được sáng mắt là Carl Goerdeler, cựu thị trưởng Leipzig và Kế toán trưởng Vật giá. Có năng lực, nhiệt huyết và thông minh, nhưng hay hớ hênh. Tuy kiên trì, ông từ chức cả hai nơi vào năm 1936, rồi hành động chống đối Hitler với cả con tim và linh hồn.
Hai người sáng mắt kế tiếp là Johannes Popitz, cựu Bộ trưởng Tài chính của Bang Phổ và TS. Hjalmar Schacht, cựu Thống đốc Ngân hàng Nhà nước Đức. Cả hai đã được thưởng huân chương cao quý nhất của Quốc xã vì công lao đóng góp vào nền kinh tế cho mục đích chiến tranh. Có lẽ vì quá khứ và tư cách của họ mà hai người không được thành phần cốt lõi của nhóm chống đối tin cậy.
Popitz là người thông minh nhưng thiếu ổn định tư tưởng. Là một học giả tài ba về Hy Lạp cũng như là nhà kinh tế thành danh, ông gia nhập một nhóm trí thức gặp gỡ mỗi tuần để bàn luận về tâm lý học, sử học, nghệ thuật, khoa học, văn học; rồi theo thời gian tiến triển – hoặc thời gian không còn nữa – thành lập nên một trong những nhóm chống đối.
Schacht là con người của chủ nghĩa cơ hội, và Hassell nhận xét trong nhật ký của ông là Schacht "nói một đàng nhưng làm một nẻo" – ý kiến mà ông nghĩ Đại tướng Tham mưu trưởng Lục quân Ludwig Beck và Đại tướng Tư lệnh Lục quân Werner von Fritsch cũng đồng ý.
Ulrich von Hassell trở thành một cố vấn ngoại giao cho các nhà lãnh đạo chống đối. Là người có văn hóa, ông khinh rẻ cung cách thô lỗ của Quốc xã, nhưng vẫn phục vụ chế độ cho đến khi bị khai trừ trong cuộc cải tổ sâu rộng của Hitler ngày 4 tháng 2 năm 1938. Cũng giống như nhiều người khác, có vẻ như phải đợi đến khi có cú sốc do bị Quốc xã cách chức ông mới nghĩ đến việc làm gì đấy để lật đổ họ. Một khi chuyện này xảy ra, con người nhạy cảm, thông minh, bứt rứt toàn tâm vào nhiệm vụ mới và cuối cùng hy sinh đời ông, chịu một cái chết dã man.
Có những người khác, ít được biết đến hơn và đa số trẻ hơn, chống đối Hitler ngay từ đầu và dần dà kết hợp với nhau để tạo thành những nhóm khác nhau. Có nhà trí thức, có nhà lãnh đạo nghiệp đoàn. Có hai sĩ quan Gestapo: Artur Nebe, chỉ huy cảnh sát hình sự, và Bernd Gisevius, một sĩ quan cảnh sát chuyên nghiệp trẻ, trở nên những phụ tá đắc lực cho nhóm âm mưu. Gisevius đóng góp nhiều thông tin cho các công tố viên của Mỹ tại Tòa án Nürnberg. Ông viết một quyển sách đưa ra ánh sáng nhiều chi tiết trong các âm mưu chống Hitler, tuy phần đông các nhà sử học và tác giả này nửa tin nửa ngờ.
Có một số người trẻ tuổi thuộc dòng dõi của những gia đình tiếng tăm ở Đức: Bá tước Helmuth von Moltke, dòng dõi một Thống chế lừng danh, sau này lập nên Nhóm Kreisau; Bá tước Albrecht von Bernstorff, cháu của đại sứ Đức tại Hoa Kỳ trong Thế chiến I; Freiherr Karl Ludwig von Gutenberf, chủ bút không hề biết sợ của một nguyệt san Công giáo; Mục sư Dietrich Bonhoeffer thuộc gia tộc giáo sĩ Tin lành có tiếng tăm ở hai bên nội ngoại, người xem Hitler là kẻ phản Chúa và tin rằng nhiệm vụ của người theo Cơ đốc là phải trừ khử ông.
Phần lớn những người trẻ dũng cảm này đều kiên trì cho đến khi bị Quốc xã bắt giam, tra tấn rồi xử tử hoặc chỉ việc giết bỏ.
Trong một thời gian, nhóm dân thường nhỏ nhoi như thế không thể dẫn dụ Quân đội vào công việc của họ. Như Thống chế von Blomberg khai trước Tòa án Nürnberg:
Trước 1938-39, các tướng lĩnh Đức không chống lại Hitler. Không có lý do gì chống lại ông, vì ông tạo ra thành quả mà họ mong ước.

## Âm mưu đảo chính năm 1938
Nhóm trí thức tiếp xúc với Đại tá Hans Oster, phụ tá chính cho Đô đốc Wilhelm Franz Canaris Giám đốc Cục Quân báo, và thấy vị sĩ quan này không những có tinh thần chống Hitler mãnh liệt mà còn sẵn sàng làm cầu nối giữa hai giới quân đội và dân sự. Tuy nhiên, mãi đến mùa đông 1937 – sau khi Hitler quyết định gây chiến tranh, thanh trừng các tướng lĩnh và đích thân nắm quyền tổng tư lệnh, đối xử tệ hại với tướng Fritsch – thì vài tướng lĩnh mới nhận ra hiểm họa của nhà độc tài Quốc xã đối với nước Đức. Việc Đại tướng Beck từ chức vào cuối tháng 8/1938 khiến có thêm một số người thức tỉnh. Beck hiển nhiên là người có thể tụ hội cả những tướng lĩnh ương ngạnh lẫn giới dân sự bất mãn. Cả hai nhóm đều kính trọng và tin tưởng ông.
Cả hai nhóm cũng phải xét thêm một điểm nữa. Để lật đổ Hitler, cần phải dùng vũ lực, và chỉ Quân đội mới có vũ lực. Nhưng ai trong Quân đội có thể gom vũ lực lại cho họ? Họ nhận ra là cần có tướng lĩnh thật sự chỉ huy binh sĩ trong và chung quanh thủ đô, và có thể hành động ngay khi được cấp báo. Tướng tân Tham mưu trưởng Lục quân Franz Halder không có quân dưới tay; còn Tướng tân Tư lệnh Lục quân Walther von Brauchitsch không đáng tin cậy.
Vài tướng lĩnh chủ chốt sẵn sàng cộng tác. Ba người có vị thế quan trọng để mang lại thành công: Tướng Erwin von Witzbelen, tư lệnh quân khu Berlin và vùng phụ cận; Tướng Bá tước Erich von Brockdorff-Ahlefeld, chỉ huy doanh trại Potsdam gồm Sư đoàn 23; và Tướng Erich Hoepner, tư lệnh một sư đoàn thiết giáp ở Thüringen.
Kế hoạch của nhóm phản loạn là bắt giữ Hitler ngay khi ông ra lệnh cuối cùng tấn công Tiệp Khắc và giải ông ra trước Tòa án Nhân dân với cáo buộc ông đã đẩy nước Đức vào hiểm họa chiến tranh Châu Âu và vì thế không có năng lực lãnh đạo. Thời gian đầu sẽ là chế độ độc tài quân sự, kế tiếp là chính phủ lâm thời do một nhân vật được trọng vọng đứng đầu. Sau đấy sẽ thành lập chính phủ dân chủ bảo thủ.
Để đảm bảo thành công, có hai yếu tố cần xem xét liên hệ đến hai nhân vật chủ chốt: Tướng Halder và Tướng Beck. Yếu tố đầu là thời gian. Halder đã dàn xếp với Bộ Tổng tham mưu là ông cần được thông báo trước 48 giờ về lệnh cuối cùng của Hitler tấn công Tiệp Khắc. Việc này sẽ giúp ông có đủ thời giờ thực hiện cuộc đảo chính trước khi quân đội có thể vượt biên giới Tiệp Khắc. Vì thế, ông sẽ có thể bắt giữ Hitler và ngăn chặn bước cuối cùng dẫn đến chiến tranh.
Yếu tố thứ hai là Beck phải có khả năng thuyết phục các tướng lĩnh trước và dân Đức sau, rằng tấn công Tiệp Khắc sẽ gây ra chiến tranh châu Âu mà Đức chắc chắn sẽ bại trận. Đây là chủ đề của các bản ghi nhớ của ông suốt mùa hè và là cơ sở cho tất cả những gì ông chuẩn bị làm bây giờ: tránh cho Quốc xã sa vào cuộc xung đột ở châu Âu – bằng cách lật đổ Hitler.
Thương thay cho Beck, và cho phần lớn thế giới, chính là Hitler chứ không phải cựu Tham mưu trưởng Lục quân có cái nhìn khôn ngoan hơn về những khả năng của cuộc chiến lớn. Một người có văn hóa và có ý thức về lịch sử như Beck không thể nghĩ ra rằng Anh và Pháp lại cố tình hy sinh quyền lợi của họ bằng cách không can thiệp nếu Đức tấn công Tiệp Khắc. Ông có ý thức về lịch sử nhưng không biết gì về những chính sách đương đại. Hitler thì biết rõ. Trong một thời gian Hitler đã biết rằng Anh thà hy sinh Tiệp Khắc còn hơn là tham gia chiến tranh và như thế, Pháp cũng không muốn giúp Tiệp Khắc.
Khi nói chuyện với Jodl ngày 8 tháng 9 năm 1937, Tướng Karl-Heinrich von Stülpnagel, thuộc Tổng cục Hậu cần của Bộ Tổng tham mưu và cũng tham gia vào nhóm âm mưu đảo chính của Halder, yêu cầu báo cho Bộ Tổng tham mưu trước 5 ngày về lệnh của Hitler tấn công qua Tiệp Khắc. Đại tướng Cấp cao Alfred Jodl, Tham mưu trưởng Hành quân của Bộ Tổng tham mưu Quân lực, trả lời rằng vì lý do thời tiết thất thường, chỉ có thể đảm bảo báo trước 2 ngày. Như thế là đủ cho nhóm âm mưu.
Nhưng họ cần sự đảm bảo theo phương diện khác: liệu giả định của họ – là Anh và Pháp sẽ gây chiến với Đức nếu Đức tấn công Tiệp Khắc – có đúng hay không. Họ phái nhân viên thân tín đi London để tìm hiểu, và nếu cần, cố gắng gây ảnh hưởng lên phía Vương quốc Anh bằng cách thông báo tướng lĩnh Đức chống đối cuộc tấn công và sẽ có hành động quyết liệt nếu Anh cứng rắn với Hitler cho đến cùng.
Vì muốn xoa dịu Hitler, Thủ tướng Anh Arthur Neville Chamberlain ủng hộ giải pháp Tiệp Khắc nhượng vùng Sudentenland cho Đức, nhưng cần đạt sự thỏa thuận của Pháp trước khi thúc đẩy thêm. Ông đi hội kiến với Hitler hai lần: tại Berchtesgaden ngày 15 tháng 9 năm 1938 và tại Godesberg ngày 22-23 tháng 9 năm 1938.
Do những phản ứng bất lợi của Nam Tư, Rumani, Pháp, Hoa Kỳ, Thụy Điển... cùng sự thờ ơ của Ý, ngày 27 tháng 9 năm 1938, Hitler gửi cho Chamberlain một lá thư có ngôn từ được tính toán một cách tuyệt diệu để lay chuyển Chamberlain: Đức sẵn sàng đàm phán những chi tiết với Tiệp Khắc, sẵn sàng "nghiêm túc đảm bảo cho phần còn lại của Tiệp Khắc."
Đối với vài tướng lĩnh và trên hết đối với Tướng Tham mưu trưởng Lục quân Halder, đã đến lúc thực hiện âm mưu nhằm lật đổ Hitler và tránh cho Tổ quốc lâm vào một cuộc chiến mà họ nghĩ Đức sẽ bại trận. Suốt tháng 9, theo lời kể sau này của người sống sót, các nhân vật trong nhóm âm mưu luôn bận rộn. Erich Kordt, thư ký trưởng của Ribbentrop tại Bộ Ngoại giao, cũng là nhân vật tham dự quan trọng và sống sót sau chiến tranh. Tại Tòa án Nürnberg, ông soạn một bản ghi nhớ dài về những sự kiện trong tháng 9 năm 1938. Halder, Gisevius và Schacht đều kể lại về âm mưu này, nhưng mỗi người đều cung cấp chi tiết khó hiểu, và ở vài điểm còn mâu thuẫn với nhau. Cần nhớ rằng ban đầu cả ba đều phục vụ chế độ Quốc xã, vì thế sau chiến tranh cố chứng tỏ họ chống đối Hitler và yêu chuộng hòa bình.
Tướng Halder luôn liên lạc với Đại tá Oster và sếp của ông này tại Cục Quân báo, Đô đốc Canaris, người cung cấp thông tin về động thái chính trị của Hitler và của tình báo nước ngoài.
Riêng Tướng von Witzbelen vẫn còn lưỡng lự vì ông nghĩ Anh và Pháp đã bí mật cho Hitler rảnh tay ở miền đông và vì thế sẽ không tham chiến vì Tiệp Khắc. Vài tướng lĩnh tin theo ức đoán này. Vào lúc ấy, họ chỉ muốn lật đổ Hitler nhằm tránh chiến tranh xảy ra. Nếu Anh và Pháp không can dự, chiến tranh sẽ không xảy ra, thì họ thấy không cần gì phải đảo chính.
Nhóm âm mưu càng thêm chán nản vì Erich Kordt nắm bắt được nội dung lá thư của Chamberlain giải thích cho Hitler là muốn gặp ông này để "tìm giải pháp hòa bình."
Kordt nói:
Ảnh hưởng gần như là một thảm họa đối với kế hoạch của chúng tôi. Sẽ là điều vô lý nếu phát động cuộc đảo chính để lật đổ Hitler vào lúc mà Thủ tướng Anh đang đến Đức đế thảo luận với Hitler về 'hòa bình của thế giới'.
Tuy nhiên, vào buổi tối 15 tháng 9, TS. Paul Schmidt, làm thông dịch viên độc nhất và nhân chứng độc nhất trong cuộc họp Hitler-Chamberlain và cũng nằm trong nhóm âm mưu, đưa tin là Hitler vẫn muốn đánh chiếm toàn nước Tiệp Khắc. Nguồn tin này làm cho tinh thần của nhóm âm mưu phấn chấn trở lại. Họ quyết định tiến hành theo kế hoạch.
Kordt cho biết trong ngày 27 tháng 9, nhóm âm mưu định ngày hành động là 29/9. Gisevius khai trước Tòa án Nürnberg rằng các tướng Halder và Witzleben quyết định hành động lập tức ngày 28/9 sau khi họ nhận được bản sao "bức thư thách thức" của Hitler với "yêu sách xấc xược" gửi Chamberlain đêm hôm trước. Các tướng lĩnh tin rằng đấy là chứng cứ cho thấy Hitler định tiến hành chiến tranh. Nhưng hoặc nội dung của lá thư bị thay đổi khi sao chép, hoặc các tướng lĩnh ngộ nhận, bởi vì lá thư ấy có ngôn từ ôn hòa, đầy lời hứa hẹn "đàm phán những chi tiết với Tiệp Khắc" và "nghiêm túc đảm bảo cho phần còn lại của Tiệp Khắc."
Vào giờ phút cuối cùng này, tâm tư Tướng von Brauchitsch có thể nghi ngại. Theo Gisevius, Witzleben gọi điện cho Brauchitsch từ văn phòng của Halder, cho biết mọi việc đã sẵn sàng và xin ông đứng ra chỉ huy cuộc đảo chính. Nhưng vị Tư lệnh Lục quân vẫn lửng lơ. Ông cho Halder và Witzleben biết ông sẽ đến Phủ Thủ tướng để tự mình xem các tướng lĩnh có đánh giá tình hình đúng hay không. Gisevius kể rằng Witzleben vội trở về tổng hành dinh của mình. Ông phấn khích nói: "Gisevius, giờ khắc đã đến!"
Ít phút trước thời hạn của tối hậu thư do Hitler đưa ra, 2 giờ chiều 28/9/1938, Đức gửi thư mời lãnh đạo các chính phủ Anh, Pháp và Ý đến gặp Hitler ở München vào lúc trưa ngày hôm sau để dàn xếp vấn đề Tiệp Khắc.
Tất cả những người âm mưu đều đổ lỗi cho Neville Chamberlain! Bằng cách đi đến München, ông này đã buộc bọn họ vào phút cuối phải bãi bỏ kế hoạch lật đổ Hitler và chế độ Quốc xã!
Lúc Tòa án Nürnberg gần kết thúc, Tướng Halder được phỏng vấn trong riêng tư, và nói:
Đã có kế hoạch đánh chiếm Phủ Thủ tướng và các tòa nhà văn phòng của chính phủ, đặc biệt của các bộ do đảng viên điều hành, với ý định tránh đổ máu... Đúng ngày [28/9], Witzleben đến gặp tôi... Chúng tôi thảo luận các chi tiết... Trong khi thảo luận, có tin đưa đến là Thủ tướng Anh và Thủ tướng Pháp đã đồng ý đến gặp Hitler để bàn thảo thêm. Việc này xảy ra khi có mặt Witzleben. Vì thế, tôi rút lại lệnh khởi sự bởi vì, dựa trên sự kiện ấy, không còn có cơ sở để hành động...
Chúng tôi tin tưởng chắc chắn rằng chúng tôi sẽ thành công. Nhưng bây giờ Ông Chamberlain đi đến, và ngay lập tức tránh khỏi nguy cơ chiến tranh... Người ta chỉ có thể chờ đến một dịp khác...
Câu hỏi: "Liệu tôi hiểu đúng ông nói rằng nếu Chamberlain không đến München, kế hoạch của các ông hẳn đã được thi hành, và Hitler hẳn đã bị lật đổ?"
Tướng Halder trả lời:
Tôi chỉ có thể nói kế hoạch hẳn đã được thi hành. Tôi không biết liệu hẳn đã thành công hay không.
TS. Schact, người ở Tòa án Nürnberg và trong quyển sách viết sau chiến tranh rõ ràng phóng đại vai trò của ông trong các âm mưu khác nhau chống Hitler, cũng đổ lỗi cho Chamberlain:
Rõ ràng là... âm mưu đầu tiên của Witzleben và tôi là âm mưu duy nhất có thể mang đến bước ngoặt trong định mệnh của nước Đức. Đấy là âm mưu duy nhất được trù định và chuẩn bị ở thời điểm thích hợp... Vào mùa thu 1938, vẫn còn có thể mang Hitler ra xử trước Tòa án Tối cao, nhưng mọi nỗ lực sau này đều cần tính đến việc kết liễu tính mạng ông ấy... Lịch sử đã chống lại tôi. Sự can dự của một chính khách nước ngoài là điều tôi không thể xét đến.
Và Gisevius thêm:
Điều không thể đã xảy ra. Chamberlain và Daladier đang bay đến München. Cuộc nổi dậy của chúng tôi bị phá hoại. Trong vài giờ, tôi còn tưởng tượng rằng dù sao đi nữa chúng tôi vẫn có thể phát động cuộc nổi dậy. Nhưng Witzleben giải thích cho tôi biết rằng binh sĩ sẽ chẳng bao giờ nổi dậy chống lại vị Lãnh tụ chiến thắng... Chamberlain đã cứu Hitler.
Đúng thế không? Hoặc đấy chỉ là cách để bào chữa khi đã thất bại?
Khi khai trước Tòa án Nürnberg, Halder giải thích rằng có ba điều kiện để một "hành động cách mạng" thành công:
Điều kiện thứ nhất là sự lãnh đạo rõ ràng và quyết đoán. Điều kiện thứ hai là quần chúng phải sẵn sàng chấp nhận ý tưởng cách mạng. Điều kiện thứ ba là chọn thời điểm cho đúng. Theo quan điểm của chúng tôi, điều kiện thứ nhất về sự lãnh đạo rõ ràng và quyết đoán đã đạt được. Chúng tôi nghĩ điều kiện thứ hai cũng hoàn tất, bởi vì... dân tộc Đức không muốn chiến tranh. Điều kiện thứ ba – chọn thời điểm cho đúng – cũng tốt bởi vì chúng tôi đã trông đợi trong vòng 48 giờ lệnh thực hiện hành động quân sự. Vì thế, chúng tôi tin chắc rằng chúng tôi sẽ thành công.
Nhưng bây giờ, ông Chamberlain đi đến, và chỉ trong phút chốc hiểm họa chiến tranh đã được ngăn chặn.
Người ta có thể nghi ngờ về việc đạt điều kiện thứ nhất. Lý do là, nếu có "sự lãnh đạo rõ ràng và quyết đoán" thì tại sao các tướng lĩnh lưỡng lự trong bốn ngày? Họ có đủ sức mạnh quân sự để quét sạch Hitler và chế độ của ông: Witzleben có nguyên một quân đoàn – Quân đoàn III – trong và chung quanh Berlin, Brockdorff-Ahlefeldt có một sư đoàn bộ binh thiện chiến gần Potsdam, Hoefner có một sư đoàn thiết giáp ở miền nam, và hai sĩ quan cảnh sát cấp cao ở thủ đô, Bá tước von Helldorf và Bá tước von der Schulenburg, có một lực lượng cảnh sát mạnh. Theo các nhân vật trong nhóm kể lại, tất cả các sĩ quan này chỉ chờ mệnh lệnh của Halder để đứng lên hành động với lực lượng áp đảo. Và dân chúng ở Berlin, đang sợ chết khiếp khi thấy Hitler sắp gây chiến tranh, có thể tự phát ủng hộ cuộc đảo chính.
Liệu Halder và Witzleben hẳn đã rốt cuộc hành động nếu Chamberlain không đến München hay không là câu hỏi sẽ không bao giờ được trả lời một cách chung thẩm. Xét qua thái độ lạ kỳ của các tướng lĩnh này khi họ muốn lật đổ Hitler chỉ nhằm tránh chiến tranh chứ không phải chấm dứt sự chuyên chế và tàn bạo, thì có lẽ họ đã hành động nếu không có hội nghị München. Người ta không có thông tin để biết âm mưu đã được tổ chức hoàn thiện như thế nào, các lực lượng đã sẵn sàng đến đâu để tiến công, và Halder và Witzleben đã tiến gần ra sao đến việc ra lệnh hành động. Chúng ta chỉ có lời khai của một số nhỏ người mà sau chiến tranh muốn chứng tỏ họ chống lại Quốc xã, và những gì họ nói và viết ra để tự bào chữa thường là mâu thuẫn và khó hiểu.
Nếu đúng như những nhân vật âm mưu nói, kế hoạch của họ đang đến điểm phải thi hành, lời loan báo về chuyến đi của Chamberlain chắc chắn sẽ làm cho họ hụt hẫng. Các tướng lĩnh khó mà bắt giữ và đưa Hitler ra tòa như là tội nhân chiến tranh khi điều rõ ràng là ông sắp đạt một thành tựu quan trọng mà không cần chiến tranh.

## Hoạt động của nhóm âm mưu năm 1939
Trong nhiều tuần mùa hè năm 1939, nhóm âm mưu hành động tất bật, tuy chính xác với mục đích gì thì khó mà hiểu được. Họ đã đi Anh để cảnh báo Chamberlain, Halifax và ngay cả Churchill rằng Hitler trù định tấn công Ba Lan vào cuối tháng 8. Chính họ đã thấy rằng người Anh kể cả Chamberlain đã thay đổi chính kiến, và điều kiện mà họ đặt ra để lật đổ Hitler – là Anh và Pháp tuyên bố chống lại hành động quân sự mới của Quốc xã – đã được thực hiện. Thế thì, họ muốn gì thêm nữa? Qua tài liệu họ để lại, người ta vẫn không biết rõ và người ta có cảm tưởng là chính họ cũng không biết họ muốn gì. Dù là có thiện chí, họ hoang mang trầm trọng và tê liệt vì kém hiệu quả. Hitler đã hoàn toàn khống chế cả nước Đức – quân đội, Cộng sản, chính quyền và dân chúng – đến nỗi họ không thể nghĩ ra cách nào tháo gỡ hoặc làm lũng đoạn sự khống chế như thế.
Về phần tướng Halder, đang bận rộn chuẩn bị kế hoạch tấn công Ba Lan nên không còn nghĩ gì đến việc lật đổ Hitler. Trước Tòa án Nürnberg, ông được hỏi tại sao ông và nhóm chống chế độ Quốc xã không làm gì vào cuối tháng 8 và qua đấy cứu nước Đức khỏi thảm họa chiến tranh. Ông đáp: "Không có khả năng." Tại sao? Bởi vì Tướng von Witzleben đã được thuyên chuyển về miền tây. Nếu không có Witzleben, quân đội không thể hành động.
Còn về dân Đức thì sao? Khi nghe Halder nói dân Đức chống chiến tranh, Đại úy Sam Harris của quân đội Mỹ, người thẩm vấn ông, hỏi: "Nếu Hitler đã nhất quyết muốn gây chiến tranh, tại sao ông không dựa trên sự ủng hộ của quần chúng?" Halder: "Ông phải thứ lỗi nếu tôi cười. Nếu tôi nghe chữ "nhất quyết" liên quan đến Hitler, tôi phải nói rằng không có gì là nhất quyết cả." Rồi ông giải thích thêm rằng mãi cho đến ngày 22/8, sau khi Hitler tiết lộ cho các tướng lĩnh nghe kế hoạch "nhất quyết" tấn công Ba Lan, bản thân ông vẫn không tin Lãnh tụ sẽ làm như lời nói. Xét qua những gì Halder ghi vào nhật ký trong những ngày này, câu nói trên quả là lạ lùng. Nhưng đấy là điều thông thường không những của Halder mà còn là của hầu hết nhóm âm mưu.
Khi Adolf Hitler chuẩn bị ném nước Đức vào chiến tranh, không một ai trong nhóm âm mưu làm gì để ngăn chặn ông. Hiển nhiên việc này là khó khăn và có lẽ đến thời khắc muộn màng này là không thể được. Nhưng họ đã không cố gắng.
Thế là, chấm dứt những cố gắng của nhóm âm mưu nhằm ngăn chặn Hitler khởi động Thế chiến II, ngoại trừ nỗ lực vào phút chót của TS. Schacht, mà ông dựa vào đấy để biện hộ cho mình trước Tòa án Nürnberg. Vào tháng 8/1939 ông gửi thư cho Hitler, Göring và Ribbentrop – ở thời điểm gây cấn các nhà lãnh đạo phe chống đối chỉ biết viết thư và bản ghi nhớ – nhưng, ông "rất ngạc nhiên", như ông kể sau này, không nhận được trả lời. Kế đến, ông quyết định đi gặp Brauchitsch. Trước Tòa án Nürnberg, Schacht giải thích ông định nói với Tư lệnh Lục quân rằng khởi động chiến tranh mà không thông qua Nghị viện là vi hiến! Vì thế nhiệm vụ của Tư lệnh Lục quân là tôn trọng lời tuyên thệ của ông ấy đối với hiến pháp!
Cuối cùng TS. Schacht đã không gặp Brauchitsch! Canaris cảnh cáo nếu ông này đi gặp, vị Tư lệnh Lục quân "có lẽ sẽ ra lệnh bắt giữ chúng ta lập tức." Nhưng Gisevius giải thích lý do thật sự khiến Schacht không đi nói ra chuyện kỳ quái ấy (việc yêu cầu Nghị viện bù nhìn phê chuẩn là trò trẻ con đối với Hitler đến nỗi ông này không màng đến thủ tục ấy). Có vẻ như Schacht bãi bỏ chuyến đi khi Hitler ra lệnh bãi bỏ tấn công Ba Lan. Cũng theo Gisevius, ba ngày sau ông định đi nhưng Canaris khuyên ông là đã quá muộn. Không phải là các nhà âm mưu lỡ chuyến tàu; họ không bao giờ đi đến nhà ga để tìm cách lên tàu.

## "Âm mưu" Zossen lật đổ Hitler
Gần cuối năm 1939, những người trong nhóm âm mưu nghĩ đã đến lúc nên hành động một lần nữa. Brauchitsch và Halder thấy có hai phương án: hoặc lật đổ Hitler hoặc tổ chức cuộc tấn công ở miền Tây mà họ nghĩ sẽ là thảm họa cho nước Đức. Những người âm mưu cả quân sự và dân sự thình lình hồi sức, thúc giục phương án thứ nhất.
Tướng về hưu von Hammerstein được gọi lại để nhận một chức tư lệnh ở miền Tây. Trong tuần lễ đầu của cuộc chiến, ông thúc giục Hitler đến thị sát tổng hành dinh của ông để chứng tỏ Lãnh tụ không bỏ quên miền Tây trong khi thôn tính Ba Lan. Thật ra Hammerstein, một kẻ thù không hề lay chuyển của Hitler, dự định bắt giữ ông này. Ogilvie Forbes đã được bí mật thông báo. Nhưng Hitler đánh hơi được hiểm họa, nên từ chối lời mời của vị cựu Tư lệnh Lục quân và sau đấy sa thải ông này.
Những người dân sự trong nhóm âm mưu vẫn nhận ra rằng chỉ quân đội là có khả năng để ngăn chặn Hitler, với sức mạnh tăng lên cực kỳ to lớn sau cuộc tổng động viên và chiến dịch ở Ba Lan. Nhưng Halder cố giải thích với họ rằng lực lượng lớn mạnh lại là một trở ngại. Nhiều sĩ quan trừ bị được gọi vào quân ngũ nguyên là đảng viên Quốc xã, còn binh sĩ đã hoàn toàn tiêm nhiễm giáo điều Quốc xã. Halder vạch ra rằng sẽ khó mà tìm ra một đội hình có thể tin cậy được để chống lại Hitler.
Có một yếu tố nữa mà các tướng lĩnh nêu ra và mọi người đều thấy đúng lý. Một vụ nổi loạn chống Hitler có thể gây hoang mang cho quân đội và đất nước nói chung, khi ấy liệu Anh và Pháp có thể đánh qua miền Tây, chiếm lấy Đức rồi áp đặt nền hòa bình ngặt nghèo cho người Đức – cho dù đã loại được Hitler? Vì thế, cần phải giữ mối liên lạc với Anh hầu đi đến sự thấu hiểu rằng Đồng minh không nên lợi dụng vụ đảo chính mà chống Quốc xã.
Họ có nhiều kênh liên lạc. Một kênh là Tòa thánh Vatican thông qua TS. Josef Müller, một luật sư nổi danh ở München. Qua sự sắp xếp của Đại tá Oster ở Cục Quân báo, vào đầu tháng 10 Müller đi đến Roma và thiết lập liên lạc với Công sứ Anh ở Tòa thánh. Theo những nguồn tin của Đức, ông nhận được đảm bảo của Anh và được Giáo hoàng đồng ý làm trung gian giữa chế độ mới chống Quốc xã và Anh.
Kênh khác là ở Bernes, Thụy Sĩ. Tại đây, Weizsäcker đã bổ nhiệm Theodor Kordt, lúc trước làm đại biện lâm thời tại London, làm đại biện lâm thời tại Thụy Sĩ. Kordt bắt liên lạc với TS. Philip Conwell-Evans, giáo sư người Anh tại Đại học Koenigsberg. Kordt nhận từ Conwell-Evans một bản văn nói là lời cam kết long trọng của Chamberlain đối với chế độ mới. Thật ra, đấy chỉ là lời phát biểu của Chamberlain trước Nghị viện rằng Anh không có mưu đồ ở Đức. Lời phát biểu thân thiện với người dân Đức đã được truyền thanh rộng rãi, nhưng nhóm âm mưu vẫn cho đấy là quan trọng. Thế là, với hai nguồn đảm bảo từ Anh, nhóm âm mưu quay sang quân đội, là mối hy vọng duy nhất của họ.
Thời giờ đã cấp bách. Quân đội Đức dự trù tấn công qua Bỉ và Hà Lan vào ngày 12/11/1939. Phải tiến hành đảo chính trước ngày này. Như Hassell cảnh báo những người khác, không thể nào có nền hòa bình tốt đẹp sau khi Đức đã xâm lấn Bỉ.
Có nhiều lời giải thích tại sao kế tiếp không có gì xảy ra, và những giải thích này mâu thuẫn với nhau và lộn xộn. Tướng Halder giải thích trước Tòa án Nürnberg rằng "quân đội tiền phương" không thể làm đảo chính vì "trước mặt họ có địch quân được vũ trang đầy đủ." Ông đã kêu gọi "quân đội hậu phương" vốn không phải đối mặt với kẻ thù, nhưng vị tư lệnh Lực lượng Dân quân, Tướng Friedrich Fromm, trả lời là mình chỉ nhận lệnh từ Brauchitsch.
Nhưng Brauchitsch còn hèn yếu hơn Halder. Tướng Beck bảo Halder:
Nếu Brauchitsch không có đủ quyết đoán, anh nên lấy quyết định rồi đặt ông ấy trước chuyện đã rồi.
Nhưng Halder cho rằng vì Brauchitsch là Tư lệnh Lục quân, ông này phải lãnh trách nhiệm. Thế là quả bóng trách nhiệm cứ bị đá qua đá lại. Cuối cùng, Tướng Thomas và Đại tá Oster đứng ra cầm đầu nhóm âm mưu, làm công tác tư tưởng cho Halder để ông này thuận theo – họ nghĩ như thế – để gây cuộc đảo chính ngay khi Hitler ra lệnh tiến công miền Tây. Halder thông báo cho Tướng Beck và Goerdeler, hai trong số nhân vật âm mưu chính, sẵn sàng hành động từ ngày 5/11/1939. Tổng hành dinh kết hợp của Tư lệnh Lục quân và Bộ Tham mưu Lục quân ở Zossen trở thành hang ổ của hoạt động phản loạn.
Vào ngày 5/11, quân đội bắt đầu di chuyển đến các điểm xuất phát đối diện Hà Lan, Bỉ và Luxembourg, Cũng trong ngày này, Brauchitsch có cái hẹn đến gặp Hitler. Brauchitsch và Halder đã đi thị sát các đơn vị hàng đầu ở miền Tây và nghe những ý kiến tiêu cực của các chỉ huy chiến trường. Thế là, dựa trên những biện luận của tướng lĩnh trên mặt trận miền Tây, của chính mình, của Halder và của Thomas, Brauchitsch đi gặp Hitler. Nhóm âm mưu hồ hởi và lạc quan. Nếu Brauchitsch không thể thuyết phục Hitler, ông sẽ gia nhập họ mà lật đổ Hitler.
Như những dịp khác, tất cả đều nhầm lẫn.
Brauchitsch không thể thuyết phục được Hitler. Khi vị tướng nói đến thời tiết xấu, Hitler trả lời xấu cho Đức thì cũng xấu cho địch. Cuối cùng, trong nỗi tuyệt vọng, Brauchitsch báo cáo rằng tinh thần binh sĩ ở mức thấp tương tự như trong thời gian 1917-1918, khi có tư tưởng chủ bại, bất tuân quân lệnh và ngay cả nổi loạn.
Nhật ký của Halder ghi rằng khi nghe thế, Hitler nổi giận. Ông muốn biết: "trong những đơn vị nào có những trường hợp thiếu kỷ luật? Chuyện gì đã xảy ra? Ở đâu?" Ông sẽ bay đến đấy ngày mai. Vị tướng tội nghiệp đã cố tình cường điệu hóa nhằm làm cho Hitler nản chí, nhưng bây giờ gánh chịu toàn bộ áp lực trong cơn thịnh nộ của Lãnh tụ. Hitler thét lên: "Bộ tư lệnh đã có hành động gì? Đã thi hành bao nhiêu án tử hình?" Hitler gầm rít: Sự thật là "quân đội không muốn chiến đấu."
Brauchitsch khai trước Tòa án Nürnberg: "Không thể nào tiếp tục cuộc thảo luận. Nên tôi ra về." Những người khác còn nhớ là ông thất thểu đi vào tổng hành dinh ở Zossen, trong tình trạng bị sốc nặng đến nỗi lúc đầu ông không thể kể lại rõ ràng chuyện gì đã xảy ra.
Đến đây là chấm dứt "Âm mưu Zossen." Thêm một thất bại nhục nhã như "Âm mưu Halder" vào thời gian Hội nghị München. Mỗi lần đều hội đủ các điều kiện mà nhóm âm mưu đặt ra. Lần này, Hitler đã nhất quyết tiến công ngày 12/11/1939, và có chỉ thị bằng văn bản. Vì thế, nhóm âm mưu có bằng cớ rõ ràng mà họ đã nói cần có để lật đổ Hitler: lệnh tấn công vốn sẽ gây thảm họa cho nước Đức. Nhưng sau đấy, nhóm âm mưu không làm gì thêm ngoại trừ hoảng hốt. Họ nháo nhào lo thiêu hủy tài liệu và che giấu chứng tích. Các tướng lĩnh, kể cả Witzleben, hiểu rằng họ đã thua cuộc. Ít ngày sau, Tướng Karl von Rundstedt, Tư lệnh Tập đoàn quân A, triệu các tư lệnh quân đoàn và sư đoàn đến để thảo luận những chi tiết của cuộc tiến quân. Trong khi bản thân vẫn còn nghi ngờ về chiến thắng, ông khuyên các tướng lĩnh của ông nên bỏ qua những nghi ngại. Ông nói: "Quân đội đã được giao nhiệm vụ, và sẽ thi hành nhiệm vụ!"

## Âm mưu cuối năm 1939
Ngày 12/12/1939, Hitler ban hành một chỉ thị tối mật hoãn cuộc tấn công ở miền Tây cho đến sớm nhất là ngày 1/1/1940, và cho nghỉ phép Giáng sinh. Tại Berlin, nhân các ngày nghỉ lễ, đại sứ Hassel trao đổi với những người âm mưu Popitz, Goerdeler và Tướng Beck. Ngày 30/12, ông ghi trong nhật ký kế hoạch mới nhất:
Điều một số sư đoàn ghé lại Berlin trong khi đang di chuyển từ Tây sang Đông. Rồi Witzleben đến Berlin và giải tán SS... Beck nắm quyền chỉ huy từ Brauchitsch. Một bác sĩ tuyên bố Hitler không có khả năng tiếp tục công việc, rồi giam Hitler lại. Hiệu triệu toàn dân theo nội dung: ngăn chặn sự tàn bạo thêm của SS, vãn hồi khuôn phép và đạo đức của Cơ đốc giáo, tiếp tục chiến tranh nhưng sẵn sàng cho hòa bình trên cơ sở bình đẳng...
Nhưng đấy chỉ là hư ảo; tất cả chỉ là lời nói suông. Những người âm mưu tỏ ra rối trí đến nỗi Hassell phải viết ra dài dòng trong nhật ký để xem xét liệu họ nó nên bắt giữ Göring hay không!

## Nhóm âm mưu lại nản lòng
Đầu năm 1940, một lần nữa, những người âm mưu chống Hitler lại thuyết phục các tướng lĩnh nên lật đổ Hitler – lần này là để ngăn chặn cuộc tiến công lên miền bắc mà họ đã nghe phong phanh. Họ muốn Anh đảm bảo sẽ dàn hòa mà cho phép chế độ chống Quốc xã được giữ lại phần lớn lãnh thổ do Hitler mới chiếm được.
Dựa trên cương lĩnh này, Hassell đã vô cùng dũng cảm đi đến Thụy Sĩ để tham khảo với một người Anh mà ông ghi trong nhật ký là "Ông X" nhưng thật ra mang tên là J. Londsdale Bryans. Ông này nằm trong giới ngoại giao ở Roma, tự nhận vai trò trung gian theo cách thiếu chuyên nghiệp kiểu Dahlerus. Ông có mối dây liên hệ với chính phủ Anh, và Hassell có ấn tượng tốt khi gặp ông. Nhưng sau sự cố với Thiếu tá Stevens và Đại úy Best khi tìm cách bắt liên lạc với nhóm âm mưu, phía Anh tỏ ra ngờ vực cả âm mưu chống Hitler, và khi Bryans dò hỏi Hassell để nắm thêm thông tin đáng tin cậy thì ông này lại kín kẽ. Hassell trả lời: "Tôi không thể nói ra tên những người ủng hộ tôi."
Rồi Hassell phác thảo quan điểm của "cánh đối lập": phải lật đổ Hitler "trước khi có động thái quân sự lớn lao"; đây "hoàn toàn là chuyện nội bộ của Đức"; phải có "tuyên bố với giới có thẩm quyền ở Anh" về việc đối xử với chế độ chống Quốc xã ở Berlin... Hassell và nhóm âm mưu của ông muốn được đảm bảo rằng nếu họ đã loại Hitler, nước Đức sẽ được đối xử một cách rộng lượng hơn là sau khi người Đức đã loại Hoàng đế Wilhelm II.
Rồi Hassell trao cho Bryans một bản ghi nhớ đầy thuyết phục với những ý niệm cao quý về tương lai của thế giới "dựa trên những nguyên tắc của đạo đức Cơ đốc, công lý và luật pháp, an sinh xã hội, tự do tư tưởng..." Điều kiện chính cho hòa bình của Hassell là nước Đức mới được giữ lại hầu hết lãnh thổ do Hitler đã chiếm được: Áo, Sudetenland, đường biên giới năm 1914 với Ba Lan, cũng là đường biên giới với Liên Xô bởi vì lúc ấy chưa có Ba Lan.
Bryans đồng ý rằng cần có hành động nhanh chóng và hứa sẽ trình bản ghi nhớ của Hassell cho Halifax. Hassell trở về Berlin để tường thuật lại với những người trong nhóm âm mưu. Dù vẫn hy vọng vào "Ông X" của Hassell, trong lúc này họ đang quan tâm nhiều hơn đến cái gọi là "Báo cáo X" của một người trong nhóm, TS. Hans von Dohnanyi tại Cục Quân báo. Dựa trên sự liên hệ với Tòa thánh Vatican, báo cáo này cho biết Giáo hoàng sẵn sàng can thiệp với Anh về những điều khoản hòa bình thuận lợi cho chính phủ mới của Đức chống Quốc xã và về "vấn đề dàn xếp ở miền Đông có lợi cho Đức."
Nhóm âm mưu xem Báo cáo X là quan trọng. Tướng Thomas đã trình cho Brauchitsch xem báo cáo này nhằm tác động vị Tư lệnh Lục quân khuyên Hitler không nên đánh miền Tây. Nhưng Brauchitsch không thích hành động như thế, mà còn dọa sẽ bắt giữ Thomas nếu ông này đưa vấn đề ra bàn lần nữa, mà ông cho biết đấy "rõ ràng là tội phản quốc."
Rồi Thomas lại trình Báo cáo X cho Halder với hy vọng ông này sẽ theo đấy mà hành động, nhưng chỉ hoài công. Như vị Tham mưu trưởng Lục quân đã bảo Goerdeler – người cũng đã cầu xin ông chủ trì – vào lúc này ông không thể phá bỏ lời tuyên thệ là người lính của Lãnh tụ. Ông biện luận rằng Anh và Pháp đã tuyên chiến với Đức, và nền hòa bình dựa trên sự dung hòa là điều không tưởng.
Goerdeler ghi trong nhật ký:
Halder đã bắt đầu than thở khi nói về trách nhiệm của mình, tạo cảm tưởng về một người yếu đuối với tinh thần rệu rã.
Cảm tưởng như thế là đáng ngờ. Khi xem qua nhật ký của Halder vào tuần lễ đầu của tháng 4/1940, người ta có cảm tưởng rằng vị Tham mưu trưởng có tinh thần phấn chấn trong khi đang tham khảo với các tư lệnh chiến trường và kiểm tra lần cuối cùng những kế hoạch cho cuộc hành quân lớn lao nhất và táo bạo nhất trong lịch sử của Đức. Trong nhật ký của ông không có ý tưởng nào chống đối chế độ hoặc băn khoăn với lương tâm. Dù ông có mối nghi ngại đối với việc tấn công Đan Mạch và Na Uy, đấy chỉ là thuần túy dựa trên lý do quân sự. Không hề có chữ nào bày tỏ nỗi băn khoăn về đạo lý đối với hành động gây hấn của Quốc xã chống lại bốn quốc gia trung lập nhỏ mà Đức đã long trọng cam kết đảm bảo đường biên giới, trong khi ông lại đóng vai trò chủ đạo lập kế hoạch hành quân chống lại hai trong số bốn quốc gia ấy.
Thế là, chấm dứt nỗ lực cuối cùng của những "người Đức tốt" muốn lật đổ Hitler trước khi quá muộn. Đây là cơ hội cuối cùng mà họ có thể đạt nền hòa bình trong sự rộng lượng của nước ngoài. Như Brauchitsch và Halder đã tỏ rõ, các tướng lĩnh không quan tâm đến nền hòa bình dựa trên đàm phán. Giống như Lãnh tụ, lúc này họ đang nghĩ đến nền hòa bình do họ áp đặt – áp đặt sau khi Đức chiến thắng.

## Nhóm âm mưu hồi sinh
Thất bại trên mặt trận Nga trong mùa đông 1941 và việc cách chức một số thống chế cùng tư lệnh mặt trận cao cấp làm khơi dậy hy vọng của những người âm mưu chống Quốc xã. Nhóm âm mưu cho rằng chỉ có các tướng lĩnh đang cầm quân mới có đủ sức mạnh để lật đổ nhà độc tài Quốc xã. Bây giờ còn có cơ hội trước khi quá muộn. Sau thất lại ở Liên Xô và thêm Mỹ tham chiến, họ nghĩ Đức không thể nào thắng cuộc chiến. Nhưng vẫn chưa chiến bại. Một chính phủ chống Quốc xã ở Berlin vẫn có thể nhận những điều kiện hòa bình để duy trì Đức như là một cường quốc và, có lẽ, giữ lại vài lãnh thổ do Hitler thôn tính, như Áo, Sudetenland và tây Ba Lan.
Vào cuối mùa hè 1941, nhóm âm mưu vẫn còn nghĩ như thế, khi vẫn còn có triển vọng tiêu diệt Liên Xô. Nhưng họ bị giáng một đòn nặng. Hiến chương Đại Tây Dương do Thủ tướng Anh Winston Churchill và Tổng thống Mỹ Franklin Delano Roosevelt soạn thảo ngày 19/8, đặc biệt Điểm 8, quy định sau chiến tranh sẽ giải giới nước Đức trong khi chờ hiệp định giải trừ binh bị tổng quát. Hassell, Goerdeler, Beck cùng những thành viên trong nhóm thấy điều này có nghĩa là Đồng minh không có ý định phân biệt giữa người Đức theo Quốc xã và người Đức chống Quốc xã.
Dù mất ảo tưởng vì Hiến chương Đại Tây Dương, nhóm âm mưu vẫn thấy cần thiết phải loại trừ Hitler trong khi còn kịp đàm phán có lợi cho nền hòa bình cho một nước Đức lúc này vẫn còn chiếm nhiều phần đất của châu Âu. Thời giờ đang cấp bách. Nhóm âm mưu nhất trí với nhau là chẳng bao lâu sẽ trở nên quá muộn. Khi cơ may thắng lợi trong cuộc chiến mất đi hoặc còn mong manh thì không còn có thể làm gì được nữa.
Trung tâm âm mưu trong Quân đội vào mùa hè này là tổng hành dinh của Tập đoàn quân Trung tâm của Thống chế Fedor von Bock đang tiến đến Moskva. Trung tướng Henning von Tresckow dưới quyền Bock là người cầm đầu, được hỗ trợ bởi Fabian von Schlabrendorff, Bá tước Hans von Hardenberg và Bá tước Heinrich von Lehndorff, cả hai đều thuộc dòng dõi có tiếng tăm. Một trong những nhiệm vụ tự họ đặt ra là làm công tác tư tưởng của vị Thống chế, nhưng không thành công. Dù chán ghét chủ nghĩa Quốc xã, Bock đã tiến thân nhiều dưới chế độ này và cũng vì tính khí rỗng tuếch và có tham vọng mà ông không muốn may rủi. Khi nhóm âm mưu vạch ra rằng Hitler đang dẫn nước Đức đến chỗ diệt vong, Bock lớn tiến: "Tôi không cho phép phê bình Lãnh tụ!"
Tresckow và các phụ tá thất vọng nhưng không nản chí. Họ quyết định tự hành động. Ngày 4/8/1941, Lãnh tụ đến thăm tổng hành dinh của Tập đoàn quân, họ lên kế hoạch bắt giữ ông khi ông đi từ sân bay đến tổng hành dinh. Nhưng họ đã quá nghiệp dư và không tính đến những phương pháp an ninh cho Lãnh tụ. Luôn có một lực lượng SS hùng hậu bao quanh và không sử dụng xe của quân đội khi đi từ sân bay đến – Hitler đã phái trước một đoàn xe để dùng cho chuyến đi – nhóm âm mưu không có cơ hội tiếp cận để ra tay. Thất bại này – hẳn cũng có những thất bại khác tương tự – dạy cho những người âm mưu trong quân đội vài bài học. Thứ nhất, đến gần Hitler không phải là việc dễ dàng; ông luôn được bảo vệ cẩn mật. Kế tiếp, bắt giữ ông không thể giải quyết vấn đề, vì các tướng lĩnh chủ chốt hoặc quá hèn nhát hoặc quá hoang mang về lời tuyên thệ trung thành với ông nên có thể không cho phép nhóm âm mưu hành động tiếp. Vào khoàng thời gian này, mùa thu 1941, vài sĩ quan Quân đội trẻ đành phải đi đến kết luận là giải pháp đơn giản nhất, có lẽ giải pháp duy nhất, là hạ sát Hitler. Lúc ấy, sau khi được giải thoát khỏi lời tuyên thệ, các tướng lĩnh e dè sẽ thuận theo chính quyền mới và mang đến sự ủng hộ của Quân đội.
Nhưng các chỉ huy của nhóm âm mưu chưa sẵn sàng tiến xa như thế. Họ định ra một kế hoạch ngu xuẩn gọi là "hành động cô lập" mà vì lý do nào đấy họ nghĩ sẽ thỏa mãn lương tâm của các tướng lĩnh về lời tuyên thệ và cùng lúc cho phép họ loại trừ Hitler. Ngay cả bây giờ ta còn cảm thấy khó hiểu về việc này, nhưng ý tưởng là các chỉ huy quân đội cấp cao, cả ở hai mặt trận miền Tây và miền Đông, theo hiệu lệnh đã định trước chỉ việc bất tuân mệnh lệnh của Hitler. Dĩ nhiên như thế là phá vỡ lời tuyên thệ trung thành với Lãnh tụ, nhưng những người ngụy biện ở Berlin giả vờ không thấy điều này. Họ giải thích rằng trong trường hợp gì đi nữa, mục đích thật sự là tạo ra tình trạng hoang mang, trong khi ấy Beck với sự yểm trợ của lực lượng Dân quân ở Berlin sẽ cướp chính quyền, cách chức Hitler và đặt Đức Quốc xã ra ngoài vòng pháp luật.
Lực lượng Dân quân có một triệu người nhưng chỉ là một tổ chức ô hợp gồm những tân binh qua huấn luyện sơ sài trước khi được điều đi chiến trường để thay thế cho số thương vong. Vài tướng lĩnh cao cấp ở mặt trận Liên Xô hoặc vùng chiếm đóng có thể thuận theo nhóm âm mưu nếu kế hoạch ban đầu thành công. Một người trong số này, đã can dự vào âm mưu của Halder nhằm bắt Hitler vào thời điêm Hội nghị München, xem như là chọn lựa đúng lý. Đấy là Thống chế von Witzleben, bây giờ là Tổng Tư lệnh Mặt trận miền Tây. Giữa tháng 1/1942, nhóm âm mưu phái Hassell đi gặp Witzleben và Tướng Alexander von Falkenhausen, chỉ huy quân Đức tại Bỉ, Hassell đang bị Gestapo theo dõi, nhưng sử dụng bình phong là chuyến đi diễn thuyết cho các sĩ quan Đức và viên chức địa phương về "Không gian sinh sống và Chủ nghĩa Đế chế." Giữa các buổi giảng, ông tham khảo với Falkenhausen ở Brussels và Witzleben ở Paris. Cả hai có ấn tượng tốt với ông, đặc biệt là Witzleben.
Bị cho ra rìa tại Pháp trong khi các thống chế đồng sự đang chỉ huy những trận đánh quang vinh tại Liên Xô, Witzleben khao khát hành động. Ông bảo Hassel "hành động cô lập" là chuyện không tưởng. Cách duy nhất là lật đổ Hitler, và ông sẵn lòng nhận vai trò đi đầu. Có lẽ thời gian thích hợp nhất là mùa hè 1942, khi Đức mở lại cuộc tiến công ở Liên Xô. Để chuẩn bị cho ngày này, ông muốn có sức khỏe tốt, nên xin tiến hành một tiểu giải phẫu. Không may cho ông và cho nhóm âm mưu, quyết định này gây hậu quả tai hại. Witzleben bị bệnh trĩ, và tiểu giải phẫu để chữa trĩ chỉ là một ca thông thường. Nhưng khi Witzleben xin nghỉ bệnh một thời gian ngắn, Hitler nhân cơ hội này cho ông về hưu, cử Rundstedt
thay thế. Ông này không có can đảm chống lại Hitler dù gần đây bị Hitler đối xử tệ hại. Thế là nhóm âm mưu thấy hy vọng chính yếu của họ trong Quân đội là một Thống chế không có quân. Chỉ có tướng mà không có quân thì không thể thành lập chế độ mới.
Các nhà lãnh đạo của nhóm âm mưu vô cùng chán nản. Họ vẫn gặp gỡ nhau mà bàn bạc âm mưu, nhưng không thể tìm được phấn khởi. Hassell ghi nhận là vào cuối tháng 2/1942, họ nghĩ dường như không thể làm gì Hitler được.
Tuy nhiên, có phải làm nhiều việc để củng cố ý tưởng của họ về loại hình chính phủ họ mong muốn cho nước Đức sau khi lật đổ Hitler và cải thiện tình trạng hỗn loạn của tổ chức để nắm chính quyền khi thời cơ đến.
Phần lớn các nhà lãnh đạo của nhóm âm mưu, vốn bảo thủ, muốn phục hồi vương triều Hohenzollern. Nhưng trong một thời gian dài, họ không nhất trí với nhau hoàng tử Hohenzollern nào sẽ lên ngôi. Có người chọn Hoàng Thái tử, có người đề xuất con trai trưởng của Hoàng Thái tử, nhưng đều bị người khác chống đối. Cho đến mùa hè 1941, nhiều người đồng ý chọn Louis-Ferdinand, con trai thứ hai của Hoàng Thái tử, lúc ấy 23 tuổi. Hassell và vài người khác không được thuyết phục lắm, nhưng rốt cuộc họ thuận theo.
Mối quan tâm chính yếu của Hassell là loại hình và bản chất của chính phủ Đức trong tương lai. Ông tham khảo với Tướng Beck, Goerdeler và Popitz để soạn ra một chương trình cho giai đoạn tạm thời, được hoàn thiện vào cuối năm 1941. Dự định sẽ phục hồi tự do các nhân, cử một phụ chính để người này bổ nhiệm chính phủ và Hội đồng Nhà nước. Chế độ có phần nào chuyên chế, nên Goerdeler và đại diện nghiệp đoàn trong nhóm âm mưu không thích. Nhưng vì thiếu ý tưởng cụ thể nào hay hơn, kế hoạch của Hassell được chấp nhận trên nguyên tắc. Sau này vào năm 1943, Nhóm Kreisau do Bá tước Helmuth von Moltke cầm đầu soạn một chương trình phóng khoáng hơn để thay thế.
Cuối cùng, đến mùa xuân 1942, nhóm âm mưu cử một lãnh đạo là Tướng Beck, do trí thông minh, tính tình, uy tín đối với các tướng lĩnh, và tiếng tăm trong cũng như ngoài nước. Tuy nhiên, họ có tổ chức quá yếu kém đến nỗi họ không bao giờ đưa ông vào vị thế chỉ huy. Một ít người, như Hassell, tuy ngưỡng mộ và tôn trọng ông, vẫn tỏ ý nghi ngờ. Tuy thế, đến tháng 3/1942, sau nhiều buổi họp kín, cả nhóm đồng ý để Beck nắm quyền thật sự.
Nhưng âm mưu vẫn còn mông lung và vô định ngay cả ở những thành viên tích cực nhất. Họ biết rằng mùa xuân này Hitler đang lên kế hoạch mở lại cuộc tiến công trên đất Nga. Họ nghĩ việc này sẽ nhấn chìm sâu thêm nước Đức. Nhưng họ vẫn nói, chứ không làm gì cụ thể. Họ không có kế hoạch gì cả trong khi còn có thời giờ. Ngày 28/3/1942, Hassel ghi trong nhật ký:
Trong những ngày qua ở Berlin, tôi đã có những buổi thảo luận chi tiết với Jessen, Beck và Goerdeler. Viễn cảnh là rất tốt đẹp.
Làm thế nào có thể tốt đẹp được? Không có kế hoạch hành động nào. Ngay bây giờ. Trong khi vẫn còn có thời gian.

## Âm mưu ám sát Hitler
Xem chi tiết: Claus von Stauffenberg.
Đại tá Tham mưu trưởng Lực lượng Dân quân Claus von Stauffenberg, nhờ có cơ hội tham dự những buổi họp quân sự thường kỳ với Hitler, lĩnh nhiệm vụ ám sát Hitler. Sau những âm mưu khởi đầu thất bại, đến ngày 20 tháng 7, 1944, Stauffenberg cho phát nổ một quả bom giữa buổi họp của Hitler. Có 25 người hiện diện, nhưng không có 2 nhân viên chủ chốt khác mà nhóm âm mưu cũng nhắm làm mục tiêu từ đầu: Hermann Göring và Heinrich Himmler.
Hitler chỉ bị sây xát chút ít. Người ghi tốc ký chết tại chỗ, còn Đại tá Heinz Brandt (chỉ huy ban tham mưu Lục quân), Tướng Schmundt (tùy viên của Hitler) và Tướng Korten (Tham mưu trưởng Không quân) chết vì bị thương nặng.
Âm mưu bị dập tắt thảm hại. Khi biết Hitler không chết, Tướng Fromm trở mặt với nhóm âm mưu. Ông tuyên bố "nhân danh Lãnh tụ" ông đã triệu tập một phiên xử của "tòa án binh" (không có chứng cứ gì về chuyện này) và phiên tòa đã tuyên án tử hình đối với 4 người: Tướng Friedrich Olbricht (Cục trưởng Tổng hợp-Thanh tra Lục quân), Đại tá tham mưu trưởng Mertz von Quirnheim dưới quyền Olbricht, Đại tá Stauffenberg, và Trung úy Haeften (tùy viên của Stauffenberg). Ngay buổi tối 20/7/1944, cùng ngày xảy ra vụ nổ bom, 4 người bị xử bắn trong khoảng sân tổng hành dinh Dân quân ở Phố Bendlerstraße. Stauffenberg hô lên trước khi bị bắn: "Nước Đức thiêng liêng muôn năm!"
Tướng Beck bị Fromm buộc phải tự sát. Hai lần ông bắn vào người mình, nhưng không chết. Cuối cùng, một trung sĩ kéo Beck ra bên ngoài phòng rồi bắn một phát vào gáy ông.
Hitler và Himmler ra lệnh truy lùng những người có liên can. Có khoảng 4.980 người bị hành quyết. Gestapo liệt kê 7.000 người bị bắt.

## Đợt đàn áp nhóm âm mưu
Xem chi tiết: Heinrich Himmler và Gestapo.
Các tướng lĩnh và sĩ quan cấp cao của Quân đội bị cáo buộc bị đưa ra trước Tòa án Danh dự Quân sự để bị tước quân tịch. Tòa án này không được phép nghe người sĩ quan tự biện hộ, mà chỉ hành động dựa trên "chứng cứ" do Mật vụ cung cấp. Sau đó, các bị cáo được đưa ra bị xét xử ở Tòa án Nhân dân do SS giật dây. Phán quyết của tòa án này không được quyền kháng cáo, và các phiên xử thường là kín.
Việc thi hành án tử hình thường được thực hiện ngay ngày hôm sau theo cách thức lột trần tử tội cho đến eo, tròng vào cổ họ một thòng lọng bằng sợi dây dương cầm và buộc vào cái móc treo thịt ở phía trên đầu.
Tướng Friedrich Fromm không thoát án tử hình dù đã có động thái chống nhóm âm mưu. Himmler ra lệnh bắt giữ ông ngày hôm sau, đưa ông ra Tòa án Nhân dân vào tháng 2/1945 với tội danh "hèn nhát." Theo một nhân chứng, ông tỏ ra rất cay đắng vì đã "lập công" cho Quốc xã. Có lẽ để công nhận ông đã giúp cứu nguy cho chế độ Quốc xã, ông không bị treo cổ như những người khác mà bị xử bắn ngày 19/3/1945.
Cũng nhân dịp này, Hitler và Himmler xử lý luôn những người không trực tiếp tham gia vào vụ nổ bom ám sát nhưng bị nghi ngờ dính dáng ít nhiều đến phong trào chống đối. Lấy ví dụ những trường hợp này là Thống chế lừng danh Erwin Rommel bị bức tử, Bá tước Helmuth von Moltke cầm đầu Nhóm Kreisau (chỉ soạn chương trình cho nước Đức sau khi lật đổ Hitler nhưng không muốn ám sát Hitler) bị hành quyết, TS. Jens Peter Jessen (giáo sư kinh tế học tại Đại học Berlin) bị hành quyết, Tướng Halder, TS. Schacht và Thượng tướng Alexander von Falkenhausen (chỉ huy quân quản Bỉ và bắc Pháp) bị đưa vào trại tập trung cho đến khi được Đồng minh giải cứu lúc gần kết thúc chiến tranh.
Nhiều sĩ quan Quân đội dính líu vào âm mưu thà tự xử hơn là chịu ra trước Tòa án Nhân dân, như Tướng Henning von Tresckow. Tướng Heinrich von Stülpnagel (chỉ huy ban quân quản Pháp) cũng tự tử nhưng không chết, rồi bị hành quyết ngày 30/8/1944. Thống chế von Kluge, (Tổng Tư lệnh Mặt trận miền Tây) tự tử sau khi bị thay thế bởi Thống chế Walther Model và biết đã bị Hitler nghi ngờ.

## Vinh danh Stauffenberg
Bendlerstraße có nghĩa "Phố Bendler," là khu chỉ huy của Quân đội Đức gồm Tổng hành dinh Dân quân và nhiều doanh trại, cũng là tổng hành dinh của nhóm âm mưu ám sát Hitler ngày 20/7/1944, và là nơi Fromm ra lệnh hành quyết 5 người chủ chốt kể cả Stauffenberg trong nhóm âm mưu. Sau chiến tranh Bendlerstraßeđược đổi tên thành Stauffenbergstraße (Phố Stauffenberg), còn tòa nhà tổng hành dinh được biến cải thành nhà lưu niệm phong trào chống Hitler.

## Kỷ niệm 60 năm
Vào ngày 20 tháng 7 năm 2004, nước Đức tổ chức lễ kỷ niệm tròn 60 năm vụ nổ bom ám sát Hitler. Bà quả phụ Moltke 93 tuổi được mời đến dự lễ ở khu tưởng niệm (nơi Stauffenberg bị hành quyết). Bà tuyên bố: "Tôi lấy làm hãnh diện." Một người khác trong phong trào còn sống sót đến dự là Philipp von Boeselager. Thủ tướng Đức Gerhard Schroeder đọc bài diễn văn ca ngợi phong trào chống đối Hitler, còn Tổng thống Horst Koehler đặt một vòng hoa.